# Ben Strik
Ben Strik (1942), bijgenaamd Meneer Mand, is een Nederlandse antiquair en winkelier. Hij runt de curiosawinkel D’Olde Bakkerieje aan de Walstraat in Deventer. Strik werd onbedoeld onderwerp van een internetmeme met zijn vertwijfelde kreet Mand!, dat sindsdien is uitgegroeid tot een Nederlandse uitdrukking.

## D’Olde Bakkerieje
De kunst en curiosawinkel D’Olde Bakkerieje aan Walstraat 55 geldt als een van de "schitterende winkels in een fraai onderkomen" in de Walstraat in het historische Bergkwartier te Deventer. Het pand was van oorsprong een veertiende eeuwse bakkerij. Hiervan bevinden zich in het pand nog altijd een oude meeltrog en een takkenbosoven. Het pand was destijds door Herman ter Upwolde gebouwd als een twintig meter lang dwarsgebouwde patriciërshuis dat tegen de toenmalige stadswal aangebouwd stond. Een deel van deze wal loopt nog altijd door het pand. Het huidige winkelinterieur dateert uit de 19e eeuw.
Strik begon de d’Olde Bakkerieje in 1973, waarmee hij zijn broer en antiquair Jan Strik achterna ging. Deze boog zich in de jaren 1960 over de destijds verpauperde Walstraat, welke sindsdien uitgegroeid is tot een tot bloeiende, levendige straat vol antiquariaten, galerieën en bijzondere winkels. Thans runt Ben Strik de curiosawinkel met zijn dochter. Hij werkt samen met zijn broer, die verderop in de straat het Antyc-Huys J.W. Strik runt: ze kopen samen inboedels op, en terwijl zijn broer het antiek verkoopt, richt Strik zich vooral op de curiosa.

## Mand!
Strik werd een landelijke bekendheid als gevolg van een interview door presentator Maxim Hartman in 2013 in D’Olde Bakkerieje. Strik werd gevraagd een antiek mandje uit zijn winkel kort toe te lichten, waarna Hartman herhaaldelijk zei dat het nog korter moest, totdat Strik enkel nog “Mand!” riep. Een optreden in De Wereld Draait Door volgde, het fragment ging viraal en het woord mand! werd in Nederland een uitdrukking om aan te geven dat iets beknopter kan. De term werd zelfs in de Tweede Kamer gebruikt door politici als Caroline van der Plas en Dilan Yeşilgöz. Ook in het lesboek Nieuw Nederlands is een passage opgenomen over meneer Mand.
Sinds het interview komen mensen in Striks winkel om een foto met hem en het mandje te maken. Strik ervaart ook overlast. Zo roepen mensen op straat “mand!” naar hem, of bellen ze puur om dat woord te uiten.
In april 2025 startte Maxim Hartman een crowdfundingsactie met het doel Ben Strik financieel te compenseren voor de jarenlange aandacht en ‘uitmelking’ van zijn persoon en uitspraak. De actie resulteerde in een bedrag van bijna 11.000 euro, bestempeld als ‘smartengeld’ of ‘herstelbetaling’. Begin juni 2025 kreeg Strik hiervan een cheque uitgereikt.